# CREATE (SQL)
SQL의 CREATE 문은 관계형 데이터베이스 관리시스템 (RDBMS)의 관리 하에 객체를 생성하는 데이터 정의 언어(DDL) 명령이다. 사용하는 RDBMS의 구현을 통해 CREATE 문장으로 만들 수있는 개체의 유형은 다르다. 그러나 대부분의 RDBMS의 구현은 표(테이블), 정의 영역(도메인), 색인(인덱스), 이용자(사용자), 별명(별칭), 저장프로시저 및 데이터베이스 작성을 지원하고 있다. 일부 RDBMS 구현(PostgreSQL)에서는 트랜잭션 내에서 CREATE 문 및 다른 DDL 명령을 실행이며, 따라서 롤백이 가능하다.

## 테이블 생성
아마도 가장 잘 알려지고, 사용 빈도가 높은 CREATE 명령은 CREATE TABLE 명령일 것이다. 기본적인 사용 방법은 다음과 같다.

CREATE [TEMPORARY] TABLE [테이블명] ( [기본 테이블 요소 쉼표 목록] ) [표 매개변수]

기본 테이블 요소 쉼표 목록
다음 중 하나로 구성된 정의로 쉼표로 구분된 목록이다.
- 컬럼 정의: [컬럼명] [데이터 형식] {NULL | NOT NULL} {컬럼 옵션}
- 기본 키 정의: PRIMARY KEY ( [컬럼 컴마 목록] )
- 제약: {CONSTRAINT} [제약정의]
- RDBMS 특정한 기능

몇 개의 컬럼이 있는 "직원"이라는 테이블을 만드는 명령의 예를 나타낸다.
```
CREATE
 
TABLE
 
직원
 
(

    
ID
        
INTEGER
   
PRIMARY
 
KEY
,

    
성
        
CHAR
(
75
)
  
not
 
null
,

    
이름
        
CHAR
(
50
)
  
null
,

    
생년월일
  
DATE
      
null

);

```

예제를 위해 한글로 ‘성’, ‘이름’, ‘생년월일’을 표시했지만, 마이크로소트프의  ACCESS와 같은 소규모의 데이터베이스를 제외하고는, 서버 단위의 데이터베이스에서는 실제로 컬럼명은 first_name, last_name, dateofbirth와 같이 1바이트 문자인 알파벳으로 표기를 하는 것이 가장 좋다.

## 기타 생성
- CREATE Database ..... 데이터베이스를 생성한다.
- CREATE Index ..... 
인덱스를 생성한다.
- CREATE View ...... 뷰를 생성한다.
- CREATE StoredProcedure ...... 저장프로시저를 생성한다.

## 삭제
반대로 삭제를 하고 싶다면,  Drop 명령을 주면 된다. 마찬가지로, 데이터베이스, 테이블, 인덱스, 뷰를 삭제한다.
SQL 내의 DROP 구문은 RDBMS에서 객체를 제거한다.  지워질 수 있는 객체의 종류는 각 RDBMS마다 차이가 있지만, 대부분은 테이블, 사용자, 그리고 데이터베이스 정도는 공통으로 허용한다. PostgreSQL와 같은 일부 데이터베이스는 DROP과 다른 DDL 명령어를 트랜잭션 내부에 일어나게 허용하여 롤백을 가능하게 한다.  일반적인 형태는 단순히 다음과 같이 하면 된다:
```
DROP
 
TABLE
 
employees
;

```

DROP 객체형태 객체명.